# Eponina (owad)
Eponina – rodzaj chrząszczy z rodziny kózkowatych i z podrodziny zgrzypikowych. 

## Zasięg występowania
Przedstawiciele tego rodzaju występują w Ameryce Płd. od Brazylii na płn. po Argentynę na płd..

## Systematyka
Do Eponina zaliczanych jest 5 gatunków:
- Eponina breyeri
- Eponina flava
- Eponina lanuginosa
- Eponina metuia
- Eponina nigristernis